# Catagramma lyca
Catagramma lyca är en fjärilsart som beskrevs av Doubleday 1847. Catagramma lyca ingår i släktet Catagramma och familjen praktfjärilar. Inga underarter finns listade i Catalogue of Life.

## Bildgalleri

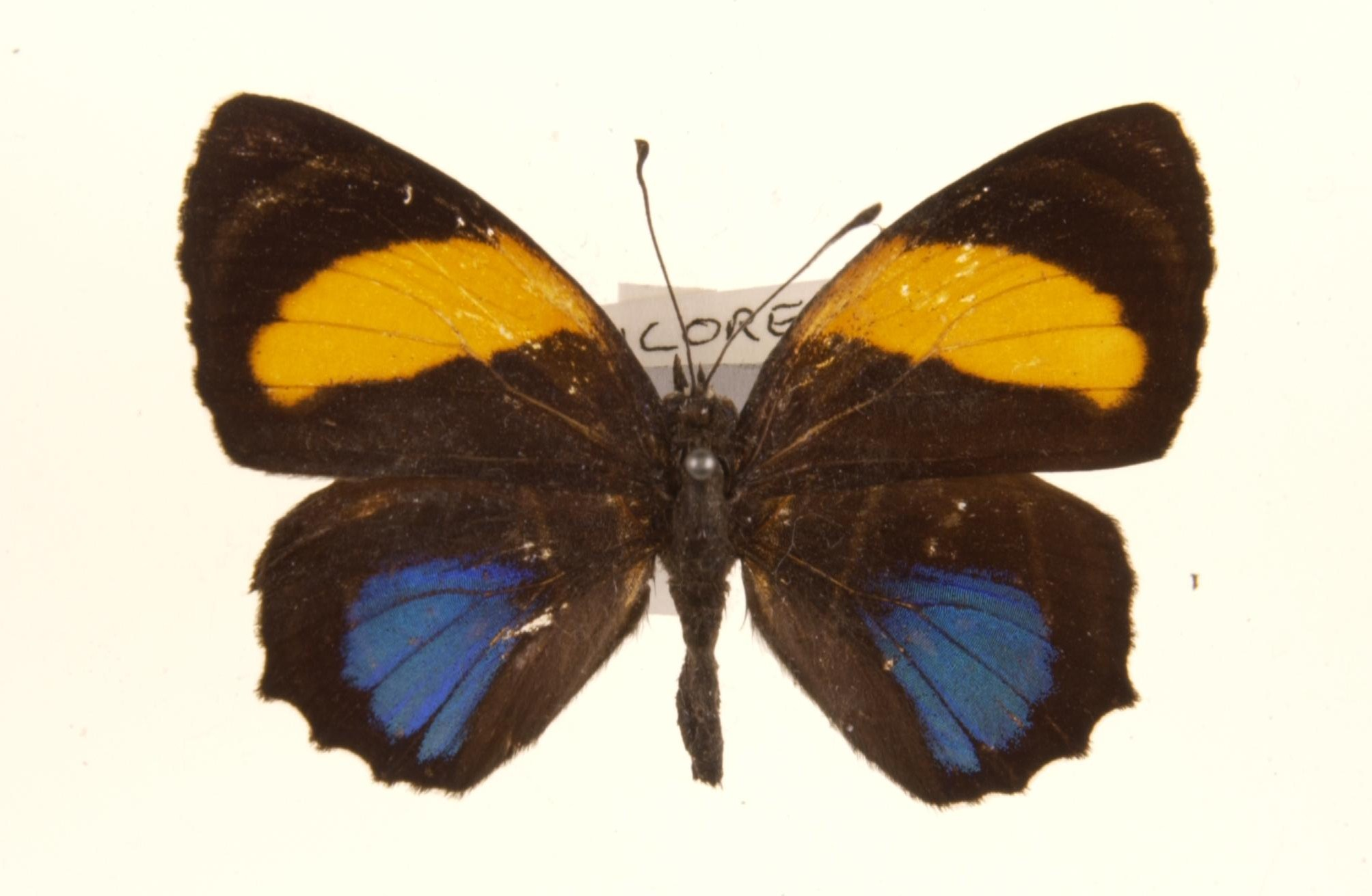
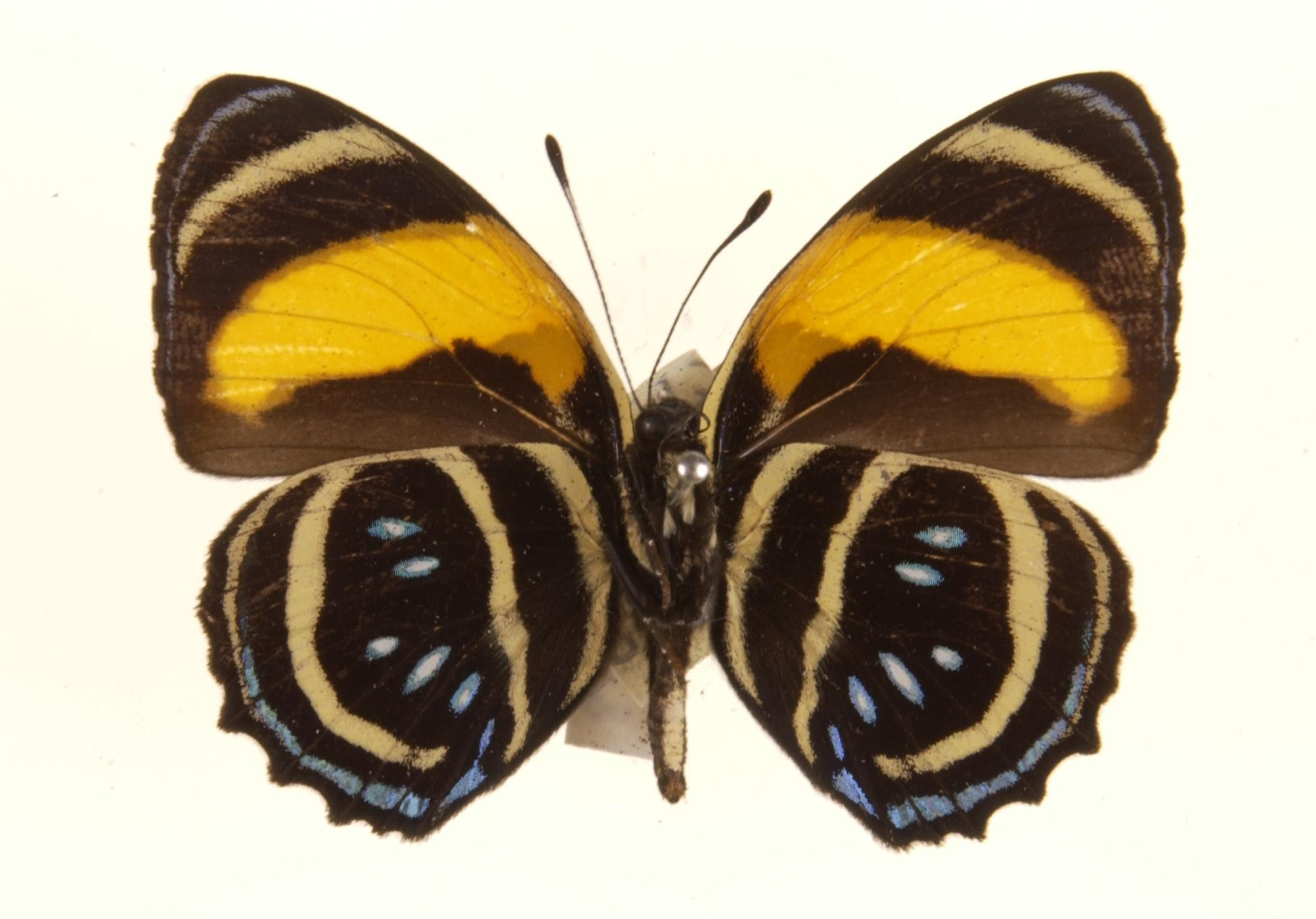